# Kia Sportage
El Kia Sportage es un automóvil todoterreno del segmento C producido por el fabricante surcoreano Kia Motors desde el año 1993 (clasificado como "crossover" desde 2004). Es un cinco plazas con carrocería de cinco puertas y motor delantero transversal, disponible con tracción delantera o en las cuatro ruedas. En la línea SUV de Kia se ubica entre el Seltos o XCeed y el Sorento de tres filas.
Entre sus rivales se encuentran los modelos Honda CR-V, Toyota RAV4, Nissan Qashqai, Citroën C5 Aircross, Ford Escape, Opel Grandland X, Peugeot 3008, Renault Kadjar, SEAT Ateca y Volkswagen Tiguan.

## Primera generación (NB, 1993-2004)
El Kia Sportage de primera generación se desarrolló con la base de ingeniería de la  plataforma del  Mazda Bongo. Comparte muchos componentes mecánicos como el motor, las transmisiones (versiones anteriores) y los diferenciales con la línea de vehículos Mazda, coincidiendo  con la alianza de Kia con Ford y Mazda, que involucró a Ford/Mazda proporcionando tecnología y Kia proporcionando instalaciones de fabricación económicas para Ford.
A principios de 1994, se intentó un proyecto experimental entre Kia Motors y Daimler-Benz AG. Se produjo una pequeña cantidad de convertibles de tres puertas transformados en camionetas de dos puertas, designados GLL200. Las cifras reales de producción nunca se han verificado, pero se rumoreaba que no se ensamblaron más de 25 unidades. Todas se comercializaron en pruebas a través de concesionarios de franquicia en Seúl, Corea del Sur y Taipéi, Taiwán. La colaboración pronto se abandonó cuando Daimler se retiró inesperadamente, antes de que se lograra un acuerdo formal.[cita requerida]
De 1995 a 1998, el Sportage fue construido por Karmann en Alemania. Los compradores europeos recibieron versiones construidas en Alemania en ese período, mientras que el resto del mundo recibió versiones construidas en Corea del Sur. Se lanzó en Asia en julio de 1993 y las ventas europeas comenzaron dos años después.
El Sportage se vendió en la versión SUV de cinco puertas o como un convertible de capota blanda de tres puertas. Kia desarrolló inicialmente el familiar en con la longitud estándar, pero alrededor de 1996, la compañía lanzó una versión de longitud extendida. Este modelo alargado, que se vendió principalmente en los mercados asiáticos con el nombre de "Sportage Grand", pero también como "Grand Wagon", tenía una carrocería alargada en 305 mm (12,0 plg) que utilizaba la misma distancia entre ejes, un aumento en la capacidad de equipaje de 1570 a 2220 litros (55,4 a 78,4 ft³) y la reubicación de la rueda de repuesto desde el portón trasero hasta debajo del piso.
Kia ofreció tres motores de Mazda en el Sportage, comenzando con la unidad de gasolina FE DOHC de cuatro cilindros en línea y 2.0 litros que rinde 128 HP (95 kW) y el diésel de cuatro cilindros en línea RF de 2.0 litros con 82 HP (61 kW). Los modelos con motor diésel se restringieron principalmente a los mercados europeos, al igual que la versión con árbol de levas en cabeza simple (SOHC) más básica del motor de gasolina de 2.0 litros "FE" de cuatro cilindros en línea. Con una potencia de 117 HP (87 kW), este motor de gasolina estuvo disponible a partir de 2000. En América del Norte, el modelo con motor FE DOHC de 2.0 litros rendía 130 HP (97 kW) y tenía tracción en las cuatro ruedas opcional. El modelo del año 1997 Kia Sportage fue el primer vehículo de producción del mundo equipado con una bolsa de aire para las rodillas.
Este modelo de primera generación (1993-2002) se vendió en cantidades reducidas, incluso a nivel nacional en Corea del Sur, y los modelos posteriores a la adquisición parcial de Kia por parte de Hyundai en 1998 (1997-2002) fueron retirados del mercado dos veces por problemas en las ruedas traseras. El Sportage de primera generación se suspendió en Corea del Sur en 2002 y en América del Norte después del modelo de 2002. Para 2003, la mayoría de los mercados internacionales habían finalizado la comercialización de la gama Sportage, aunque permaneció a la venta en algunos países en desarrollo hasta que llegó su reemplazo de segunda generación en 2005.
El Kia Sportage obtuvo el resultado más bajo posible en las pruebas de choque ANCAP de Australia: una estrella de cinco posibles. Además de un fallo en los cinturones de seguridad, la estructura del vehículo colapsó.

## Segunda generación (JE/KM, 2004-2010)

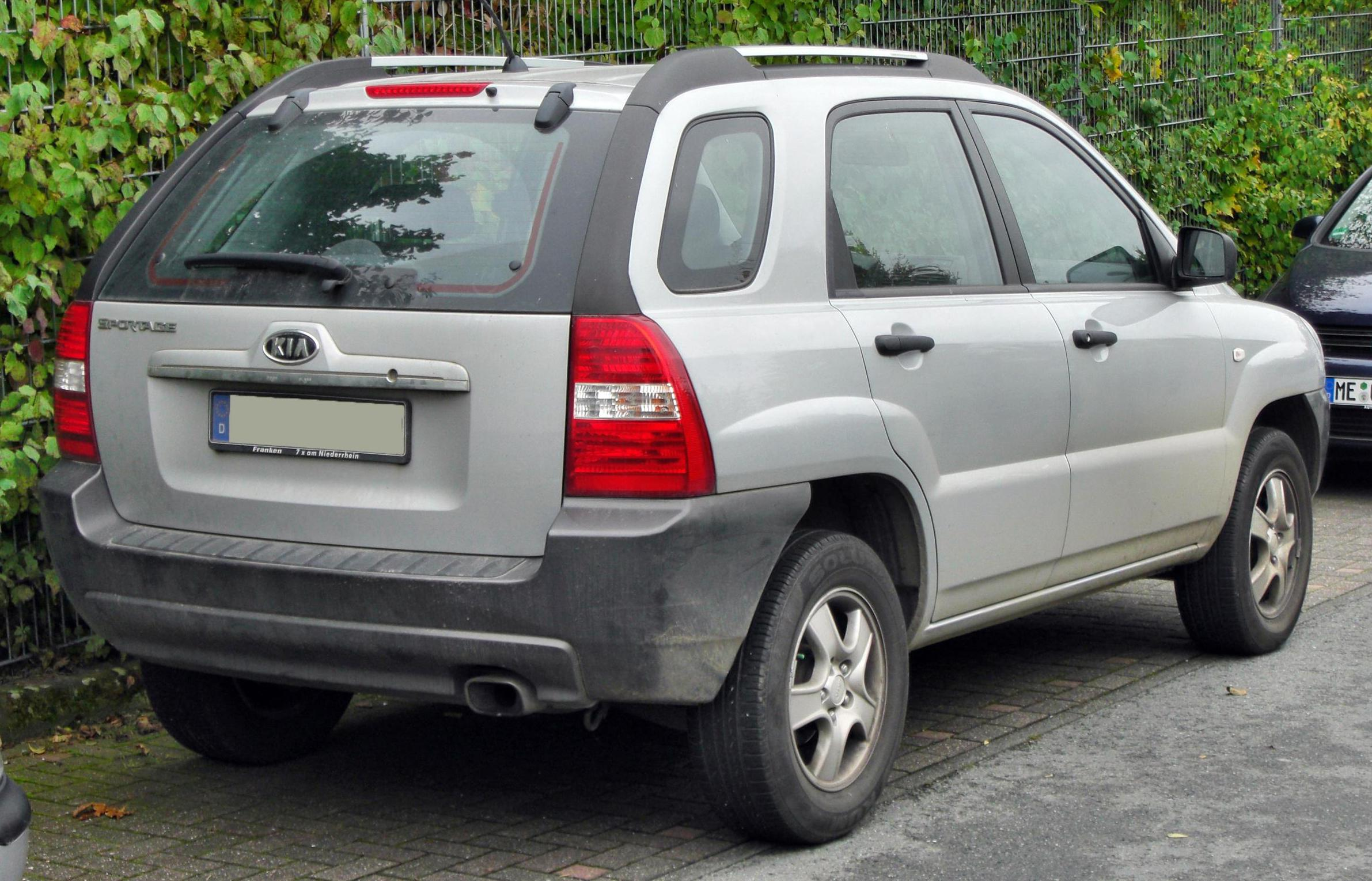
Kia Sportage (Europa)

Después de una pausa de dos años, el Sportage regresó en el 2005, compartiendo una plataforma basada en el Hyundai Elantra con el Hyundai Tucson 2005. Un  motor diésel de cuatro cilindros en línea y 2.0 L estaba disponible en el Reino Unido. Los precios comenzaban en poco más de 16.000 dólares. Los partidarios del Sportage original anterior al Hyundai y los críticos se quejaron de que era considerablemente más grande que el Sportage original y no tenía nada de su capacidad todoterreno, las dos claves de su éxito. Sin embargo, es probable que los compradores del modelo de segunda generación prefiriesen el Motor V6 con 173 HP (129 kW), con un par de 178 lb·pie (241 N·m). Los ajustes, el acabado general y la calidad mejoraron notablemente con respecto al modelo de primera generación.
En mayo de 2008 se introdujo un modelo retocado de la segunda generación. A partir de 2006, se fabricó en la factoría eslovaca de Žilina. Un segundo lavado de cara se introdujo en el Reino Unido a principios de 2009, solo unos meses después de su primer rediseño.
El Sportage fue nombrado como uno de los vehículos mejor valorados en la encuesta de fiabilidad de Consumer Reports de 2009, y ocupó el segundo lugar en la lista de los "20 vehículos más económicos de asegurar para 2009" de Insure.com. Según los datos recopilados, el Sportage era uno de los vehículos menos costosos de asegurar.

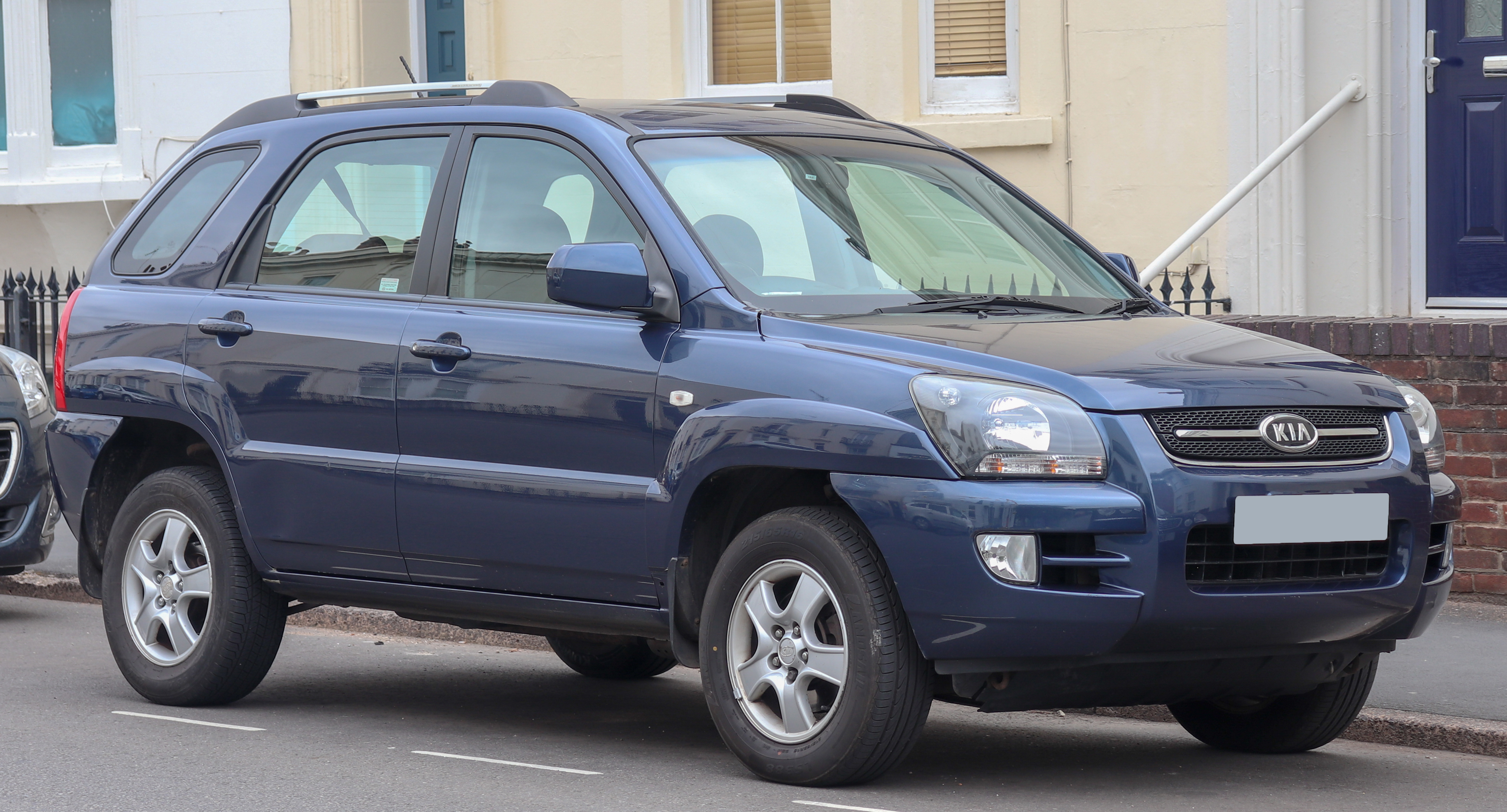
Primer rediseño (frontal; Reino Unido)
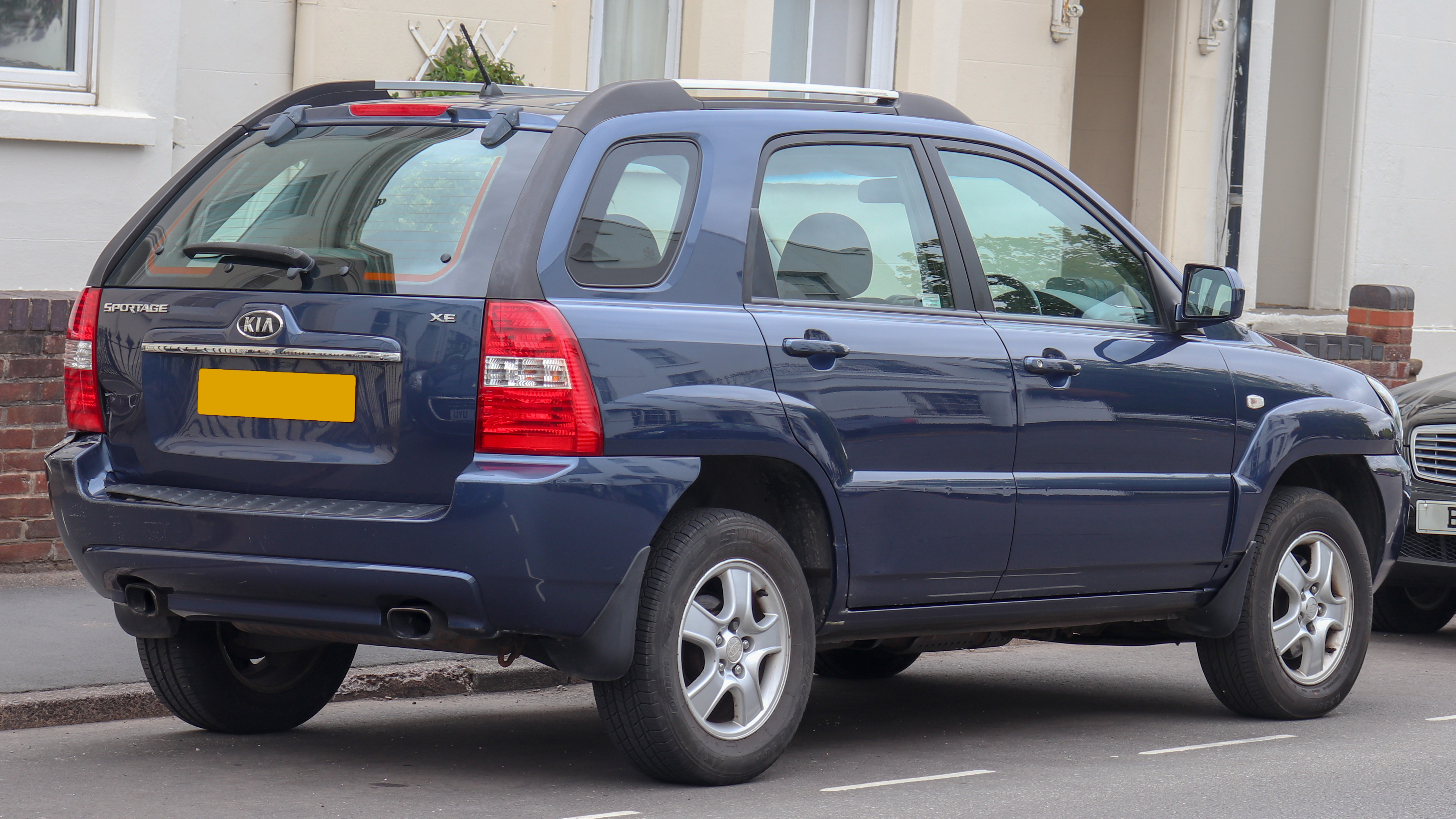
Primer rediseño (trasera; Reino Unido)
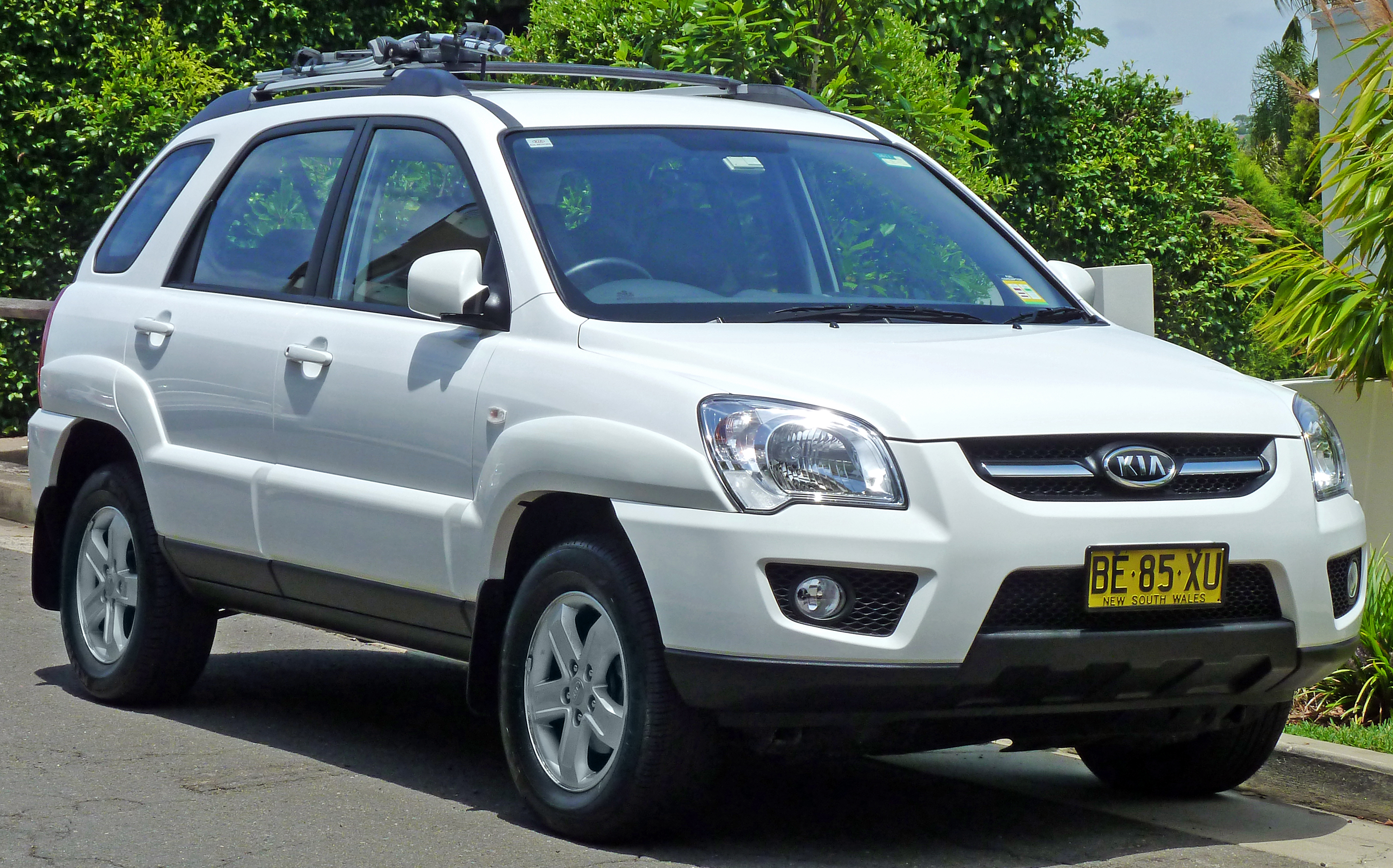
Segundo rediseño (frontal; Australia)
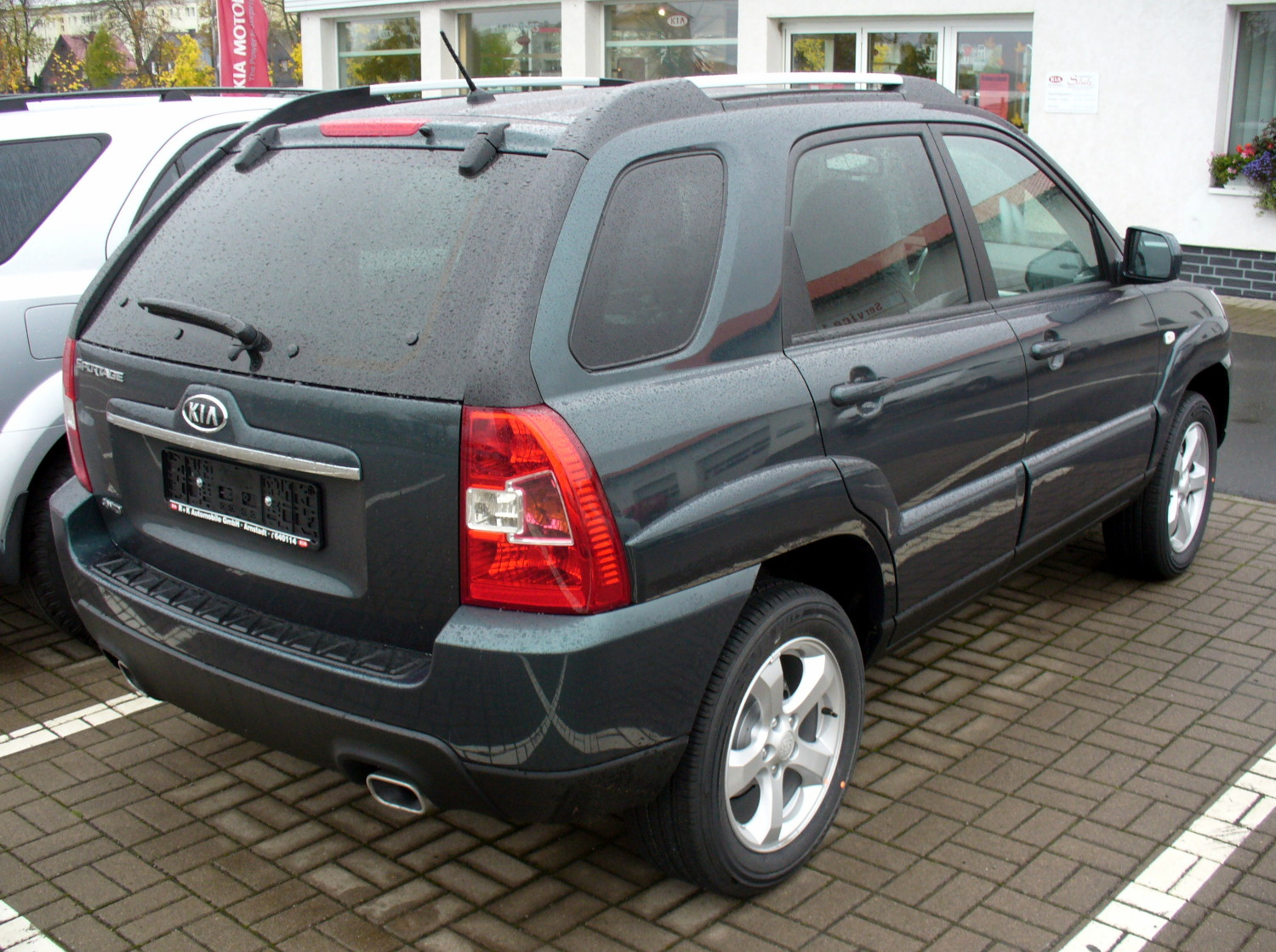
Segundo rediseño (trasera; Europa)
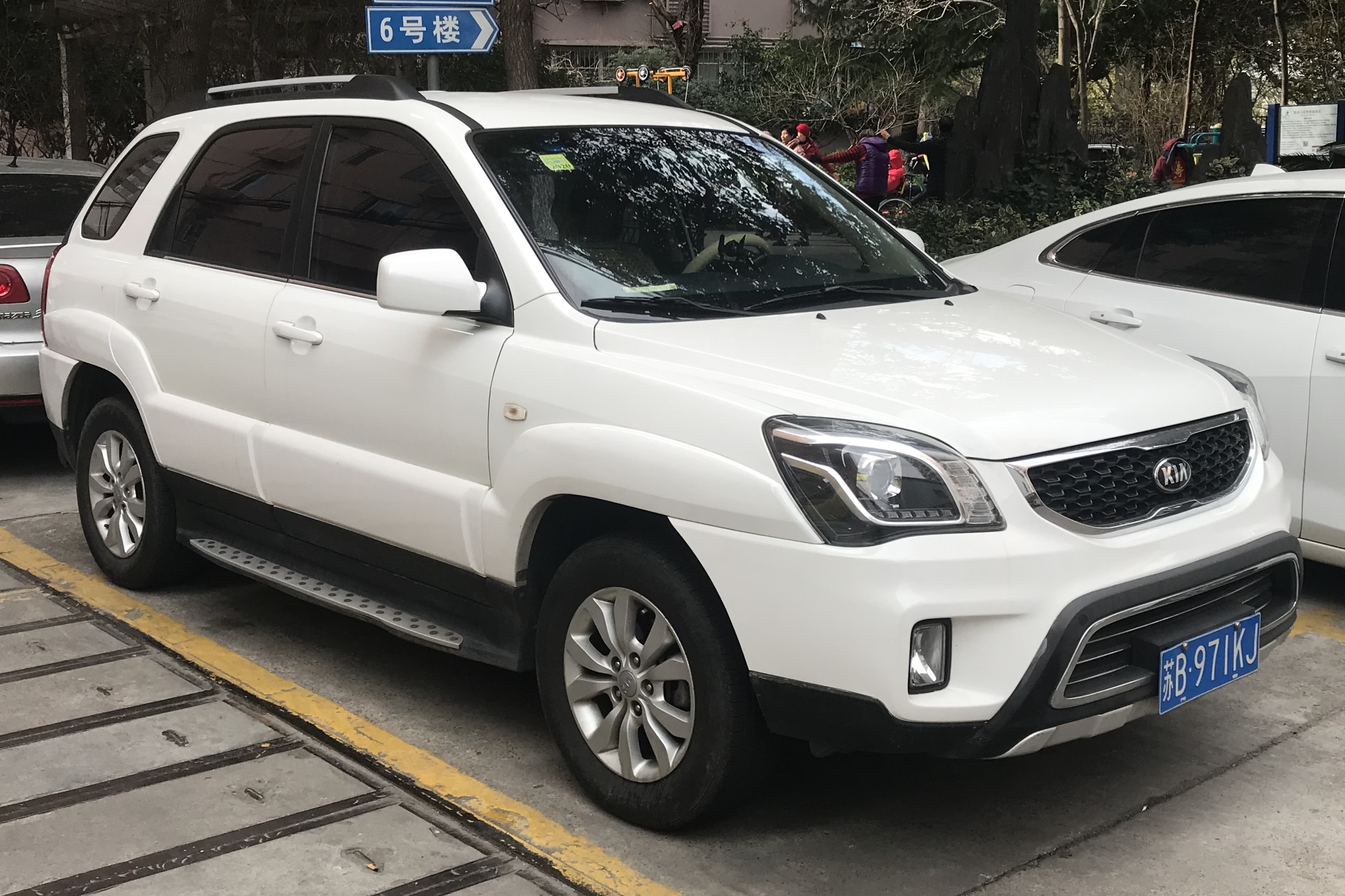
Kia Sportage (rediseño, China)
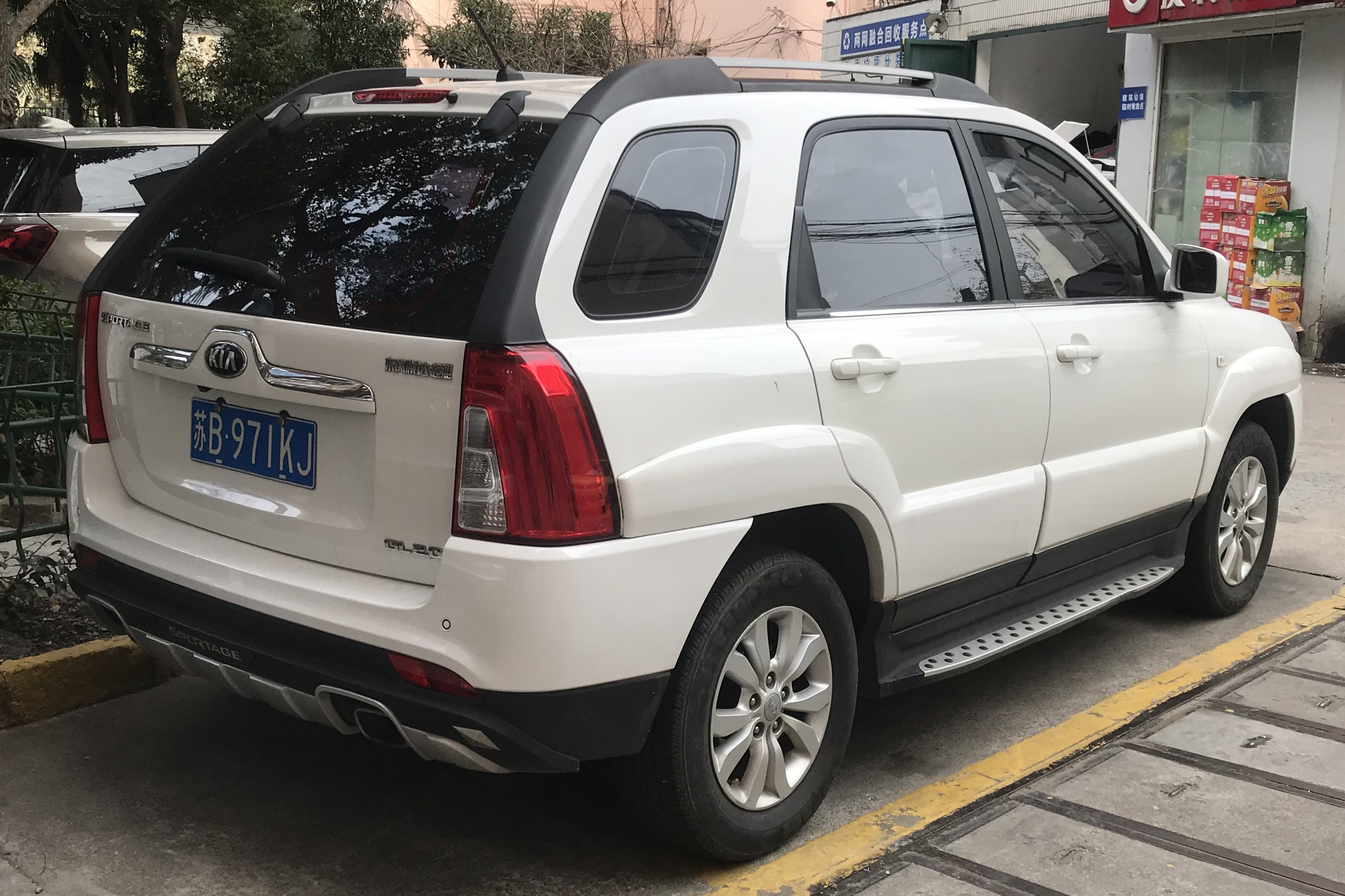
Kia Sportage (rediseño, China)
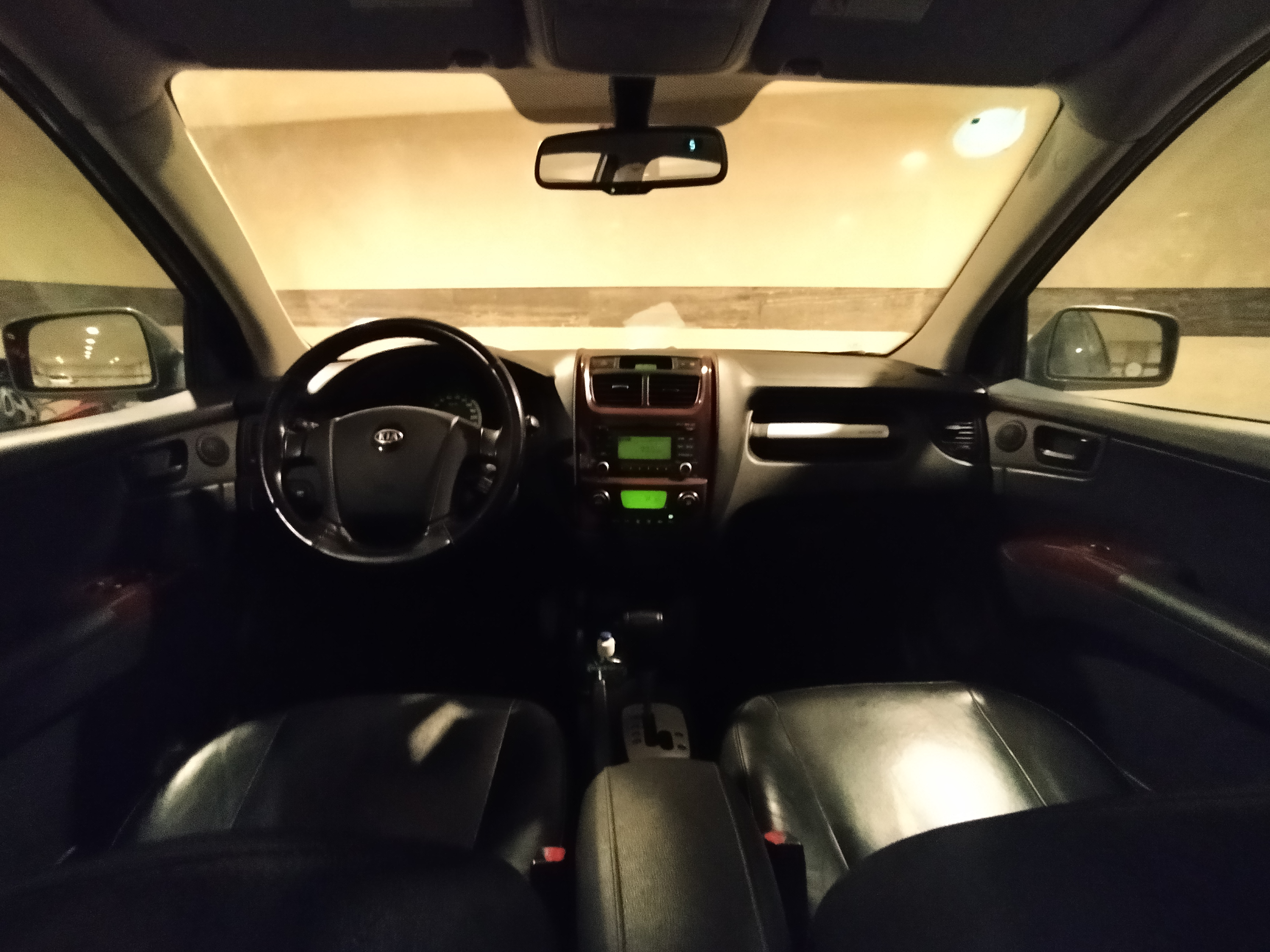
Interior

### Seguridad

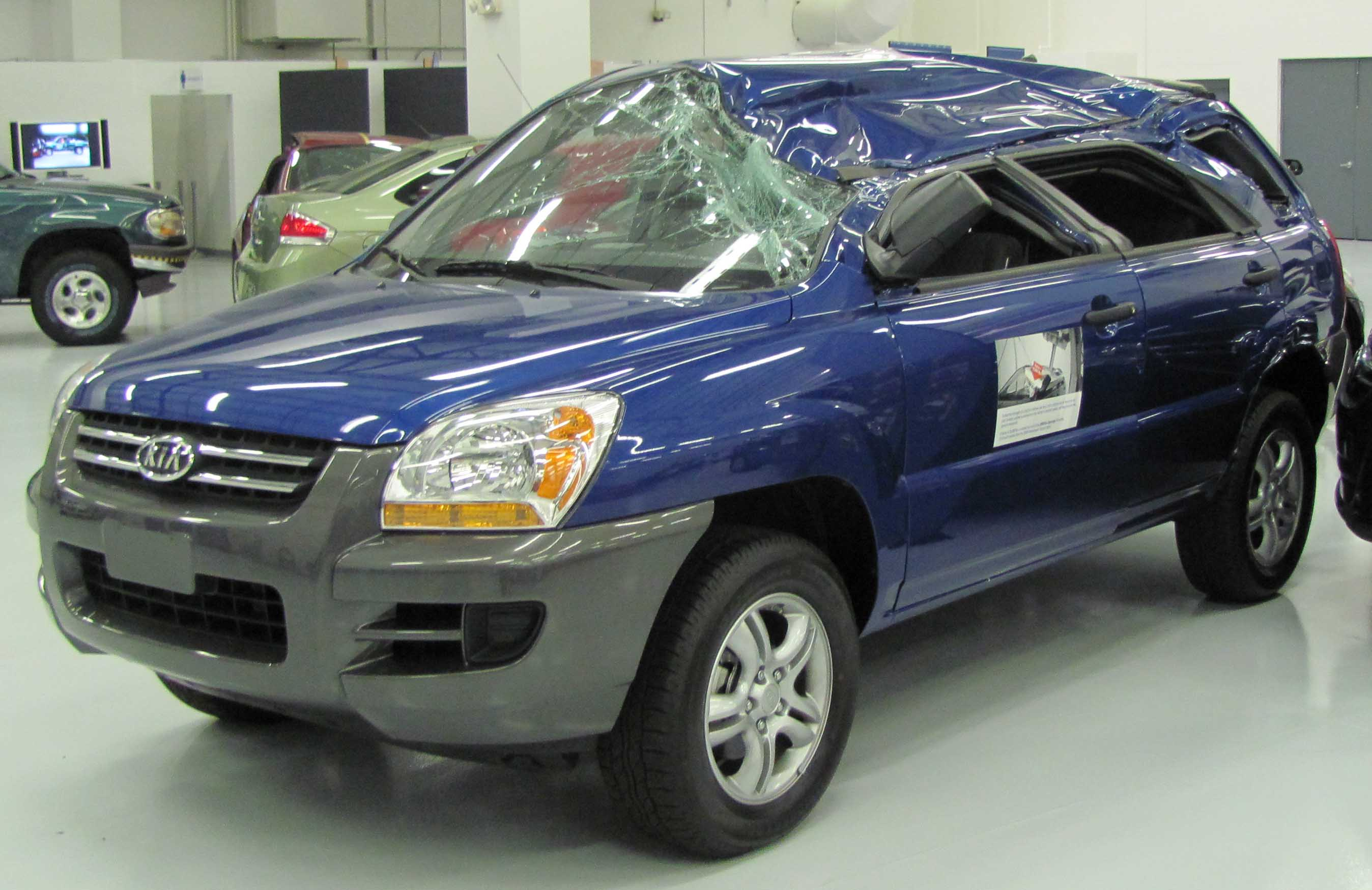
El IIHS mostraba un Sportage 2008 como ejemplo de un techo débil

El Sportage de segunda generación obtuvo una calificación máxima de cinco estrellas en las pruebas de choque del NHTSA. Sin embargo, el Insurance Institute for Highway Safety (IIHS) lo calificó solo como "aceptable" para la protección contra impactos frontales y laterales y "pobre" para la resistencia del techo.
| Prueba                    | Clasificación |
| Total:                    | 2/5 estrellas |
| Frontal parcial:          | Media         |
| Lateral:                  | Media         |
| Resistencia del techo:    | Pobre         |
| Reposacabezas y asientos: | Pobre         |

## Tercera generación (SL, 2010-2015)

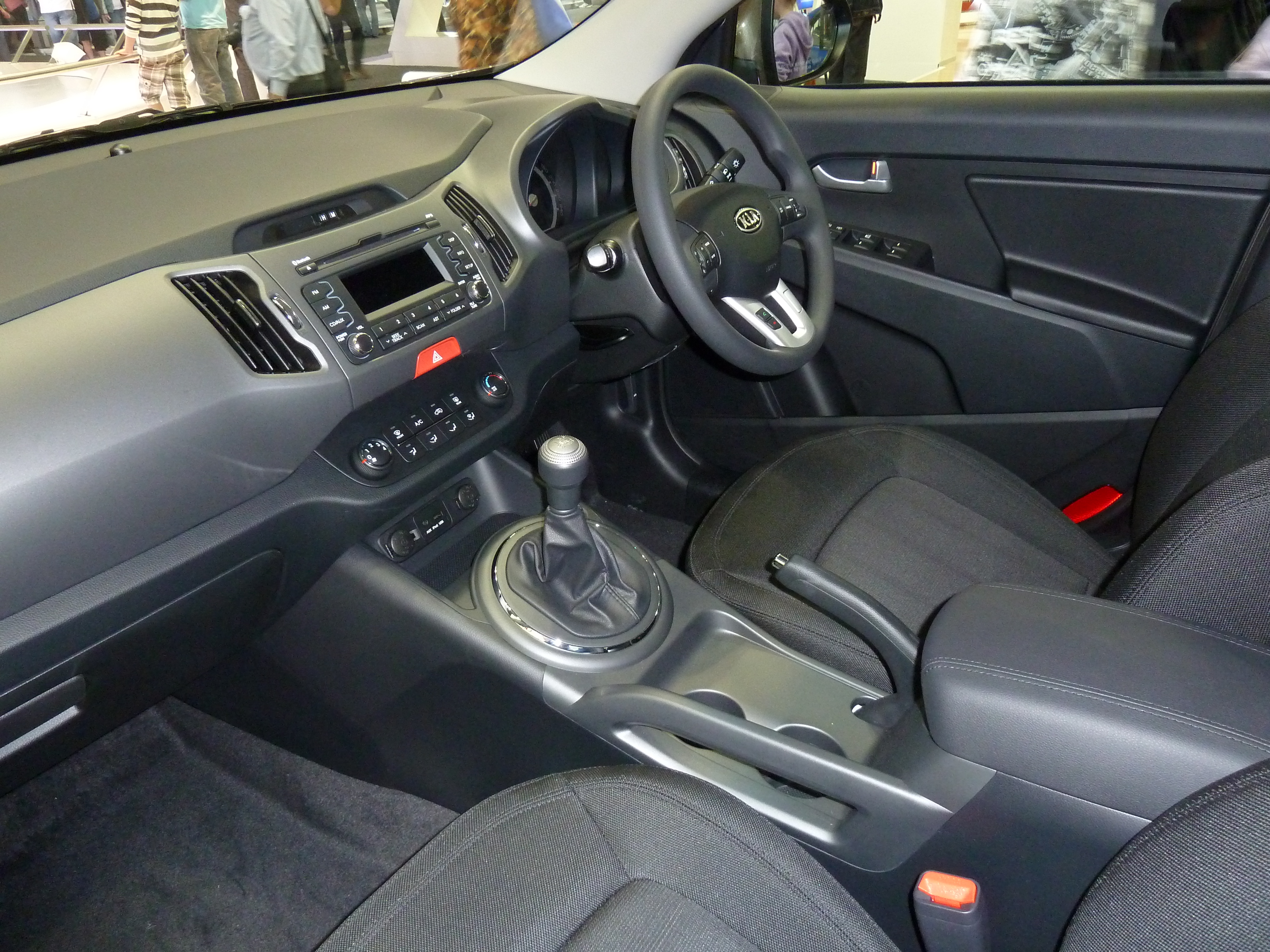
Interior

La serie SL Sportage se lanzó en los mercados asiáticos y europeos en abril de 2010, en los mercados de América del Norte y Centroamérica en agosto de 2010 y en el mercado australiano en octubre de 2010, para el modelo del año 2011. Había dos motores disponibles, un motor diésel Hyundai R de 2.0 litros con 184 HP (137 kW) y un motor turbo de gasolina "Theta T-GDI" de 2.0 litros. En China, fue lanzado por Dongfeng Yueda Kia en octubre de 2010 con el nombre de Sportage R, y debía construirse y comercializarse junto con el modelo de la generación anterior en lugar de reemplazarlo.
El Sportage ganó el premio de Car of the Year de 2011 (originalmente "Auto roku 2011 na Slovensku") en Eslovaquia y la nominación "Familiar del año" de International Car of the Year. Fue el primero en la encuesta JD Power de 2012, siendo el único automóvil en la encuesta que obtuvo cinco estrellas en todas las categorías, desde la fiabilidad mecánica hasta los costos de mantenimiento y la experiencia en los concesionarios. En Sudáfrica, se llevó el premio People's Wheels 2013 del Standard Bank en la categoría de "SUV y crossovers - City & Suburban".
La tercera generación recibió un lavado de cara para el modelo del 2014 que incluyó nuevos faros delanteros y faros antiniebla.

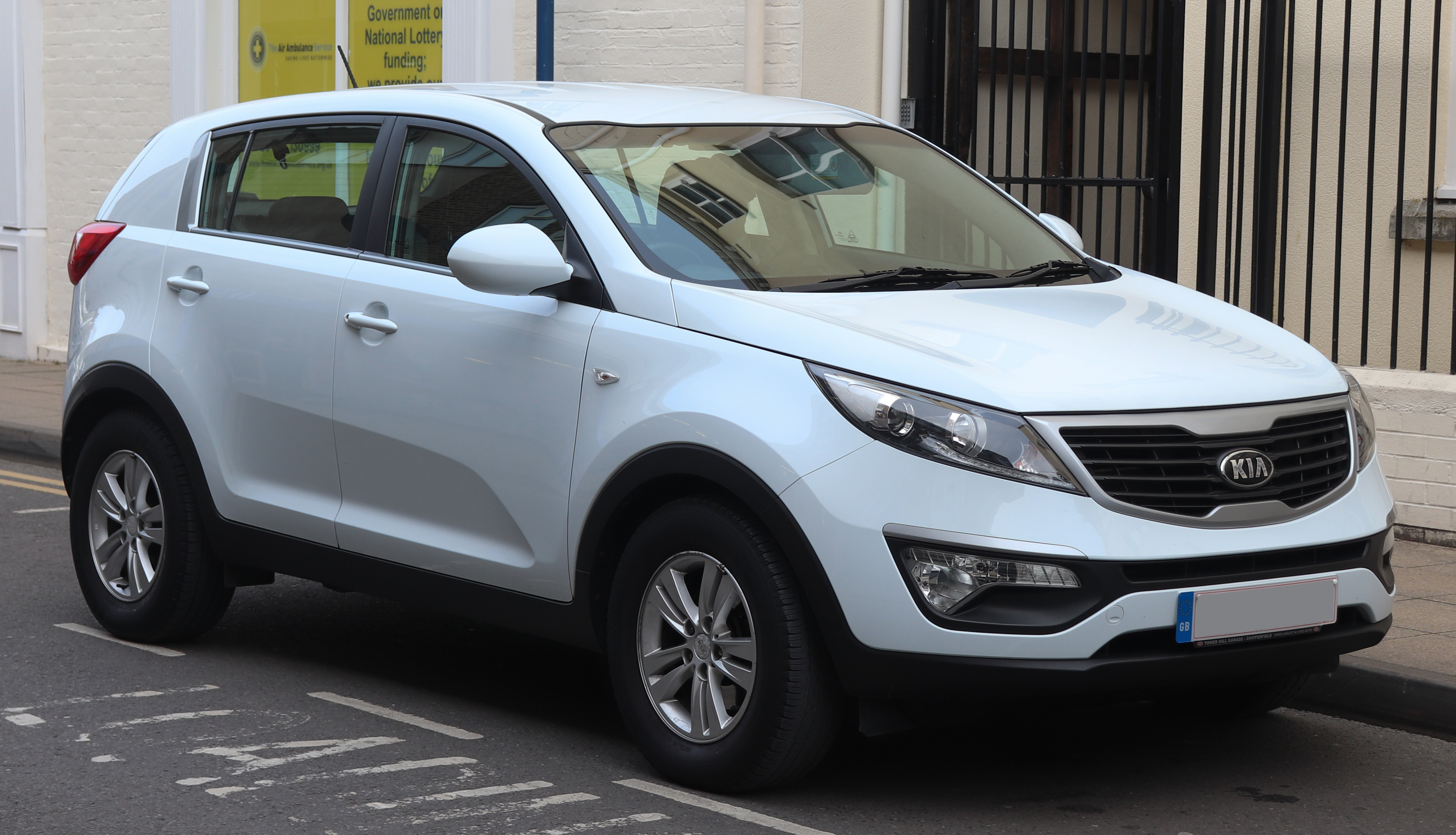
Kia Sportage Si de 2013 (pre-rediseño)
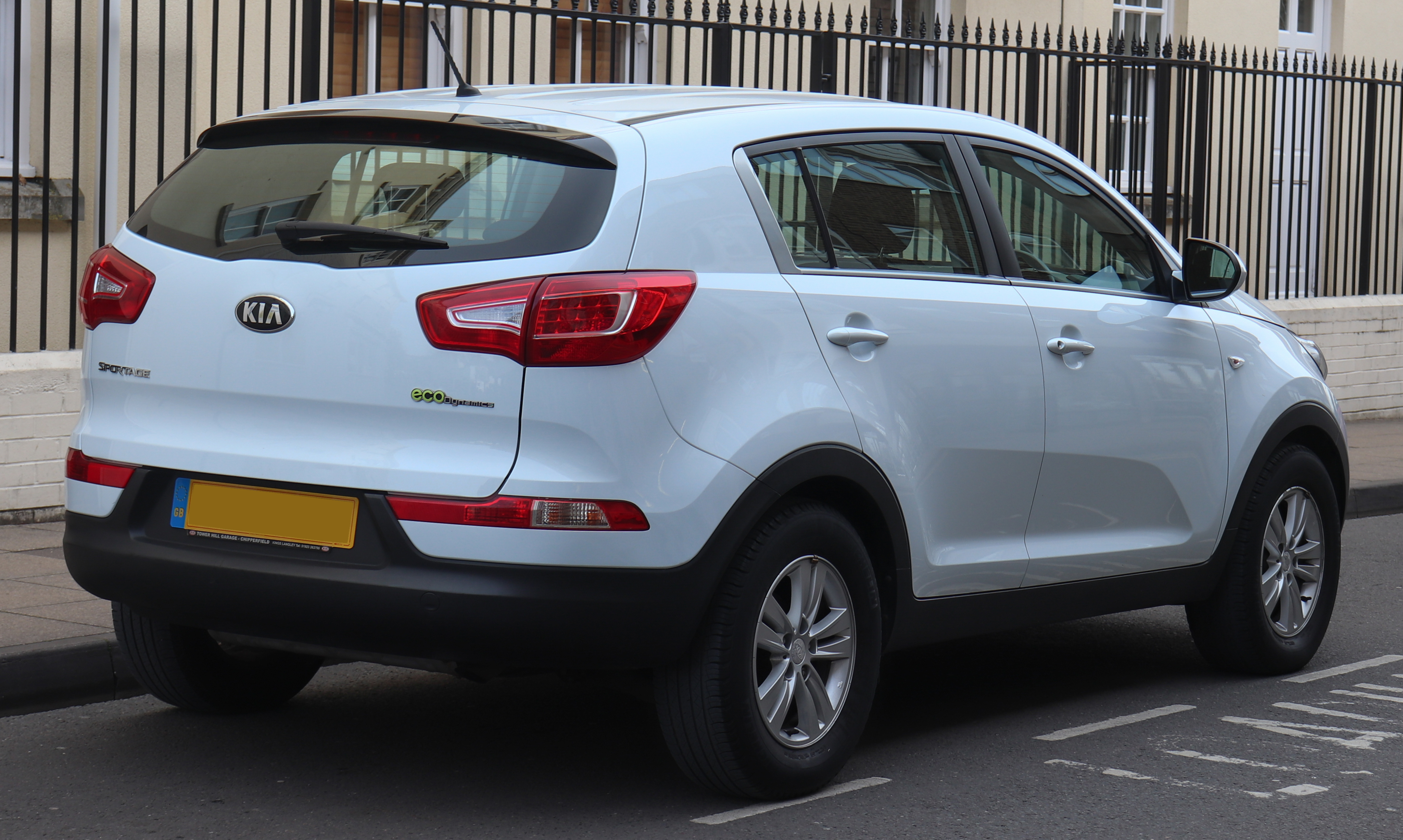
Kia Sportage Si de 2013 (pre-rediseño)
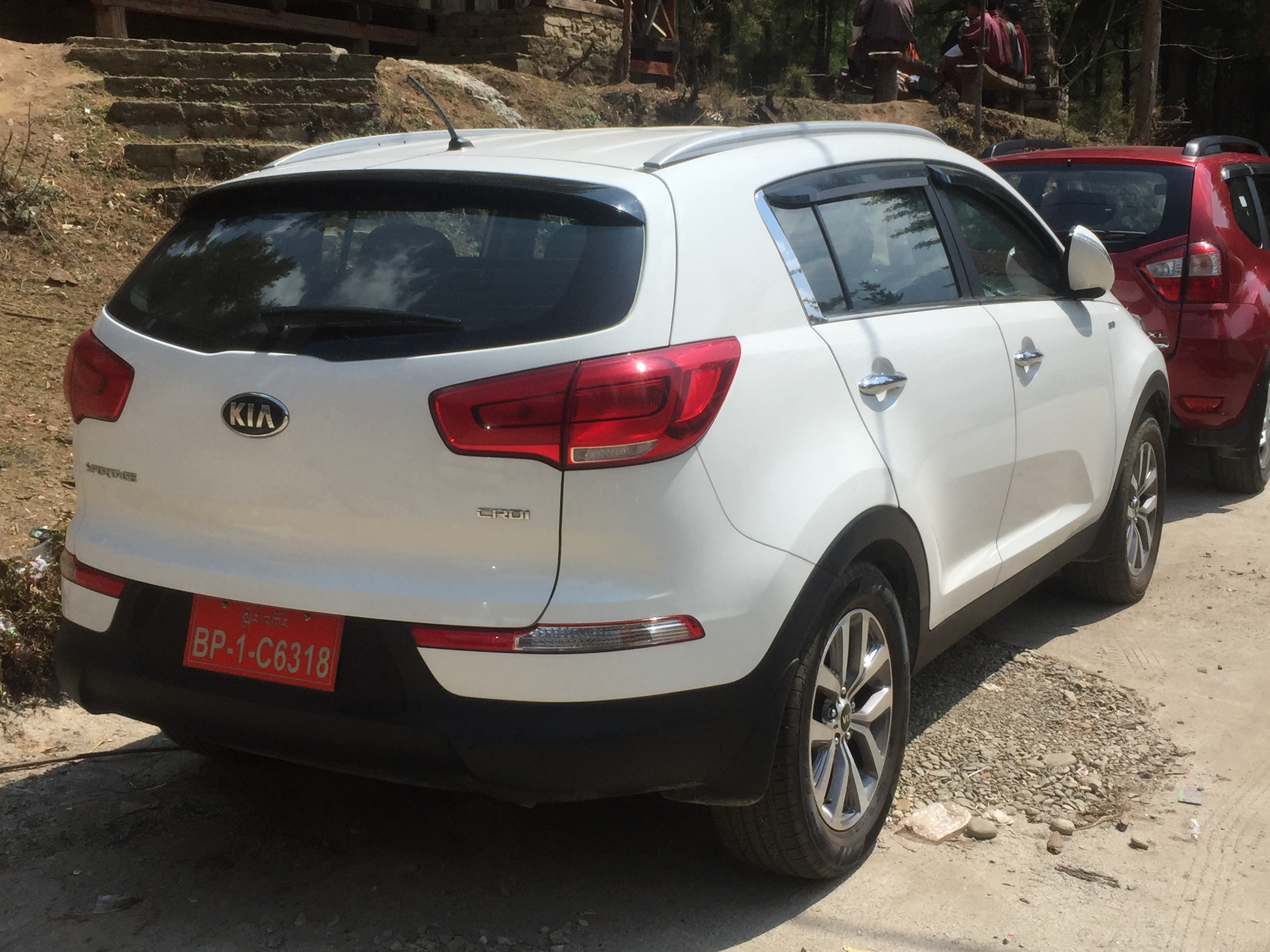
Kia Sportage (rediseñado)
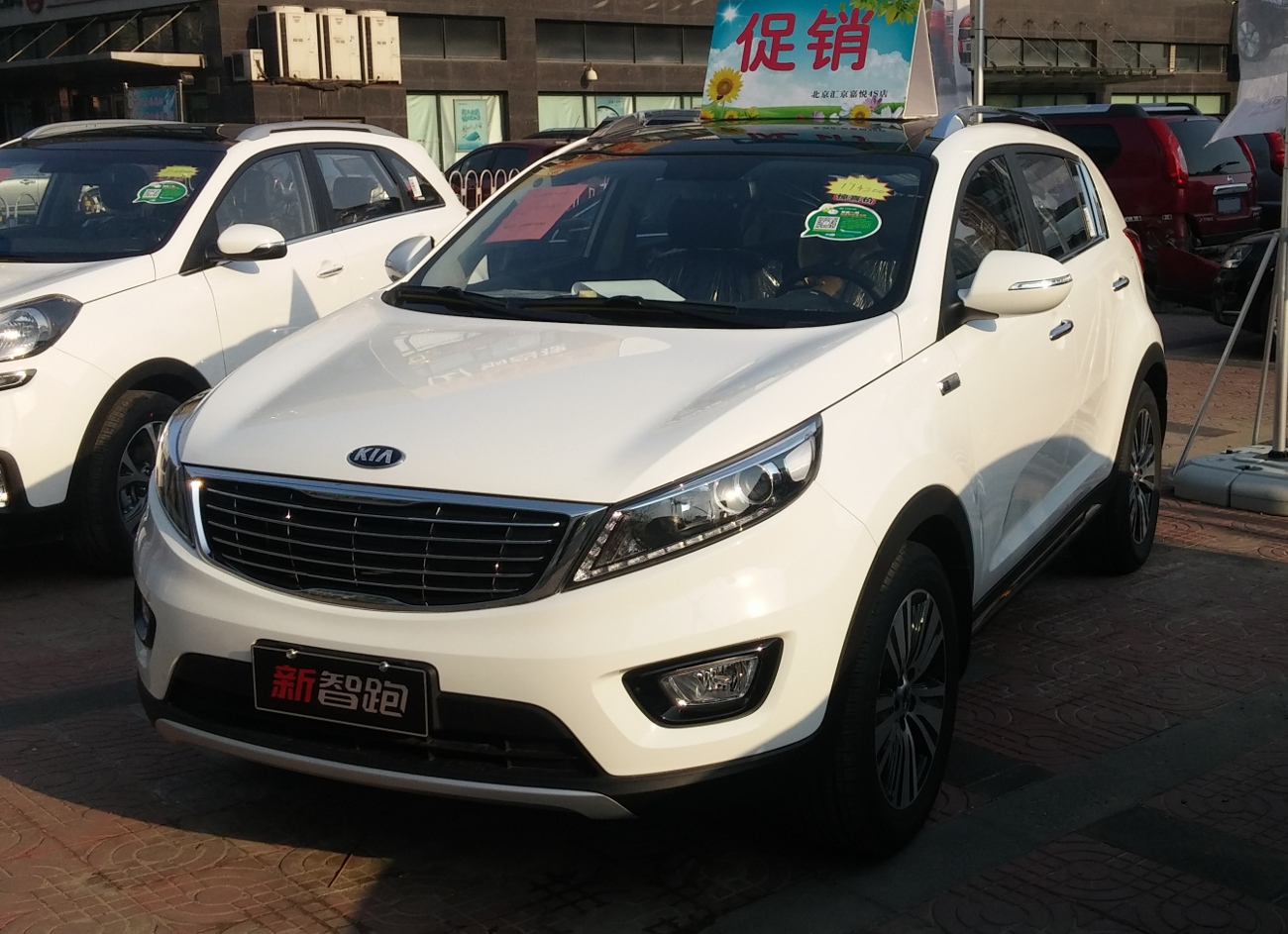
Kia Sportage R (rediseñado, China)

### Seguridad
El Sportage de tercera generación recibió una calificación de "Mejor elección de seguridad" del Insurance Institute for Highway Safety en los Estados Unidos. Ganar el premio se volvió más difícil en 2010 cuando el IIHS agregó la prueba de choque de vuelco, que mide la resistencia del techo y es dos veces más estricta que el requisito federal. Para aprobar esta prueba, el techo de un vehículo debe poder soportar la fuerza de tres veces el peso del vehículo (calificación aceptable). La norma federal requiere un techo para soportar 1,5 veces el peso del vehículo. También obtuvo la máxima calificación de 5 estrellas en las pruebas de choque Euro NCAP
| Prueba                   | Calificación  |
| Total                    | 5/5 estrellas |
| Frontal pequeño          | Pobre         |
| Frontal moderado         | Buena         |
| Lateral                  | Buena         |
| Resistencia del techo    | Buena         |
| Reposacabezas y asientos | Buena         |

## Cuarta generación (QL, 2015-2021)
Kia presentó su Sportage recién rediseñado en el Salón de Fráncfort en septiembre de 2015 y lo lanzó al mercado en 2016 (como modelo de 2017 en América del Norte). La compañía dijo que el contraste entre las aristas afiladas y las superficies lisas estaban inspiradas en los aviones de combate modernos.
Estaban disponibles tres motores de gasolina, así como un motor diésel en toda la gama. Las opciones de gasolina son 1.6 litros, 2.0 litros o 2.4 litros, que rendían 97 kW/161 N⋅m, 120 kW/200 N⋅m y 138 kW/241 N⋅m respectivamente, mientras que el motor diésel era un turbo de 2.0 litros que producía alrededor de 135 kW/400 N⋅m. También estaban disponibles un motor turbo-gasolina 1.6 T-GDi de 130 kW/265 N⋅m con una caja de cambios de doble embrague opcional de siete velocidades y un motor diésel 2.0 R-Series de 136 kW/400N·m, al igual que las configuraciones de tracción delantera (FWD) y tracción en las cuatro ruedas (AWD).
En Norteamérica, el nuevo Sportage se ofreció con tres niveles de equipamiento (LX, EX y SX). Al igual que el modelo anterior, estaba disponible con dos opciones de motor de cuatro cilindros en línea, uno de aspiración natural de 2.4 litros y uno con turbocompresor de 2.0 litros. El de 2.4 litros rendía 181 HP (135 kW) y 175 lb·pie (237,3 N·m), mientras que el motor turboalimentado producía 240 HP (179 kW) y 260 lb·pie (352,5 N·m), con pequeñas diferencias en el rendimiento dependiendo de si se trataba de la configuración FWD o AWD. Ambos motores estaban acoplados a una transmisión automática de seis velocidades.

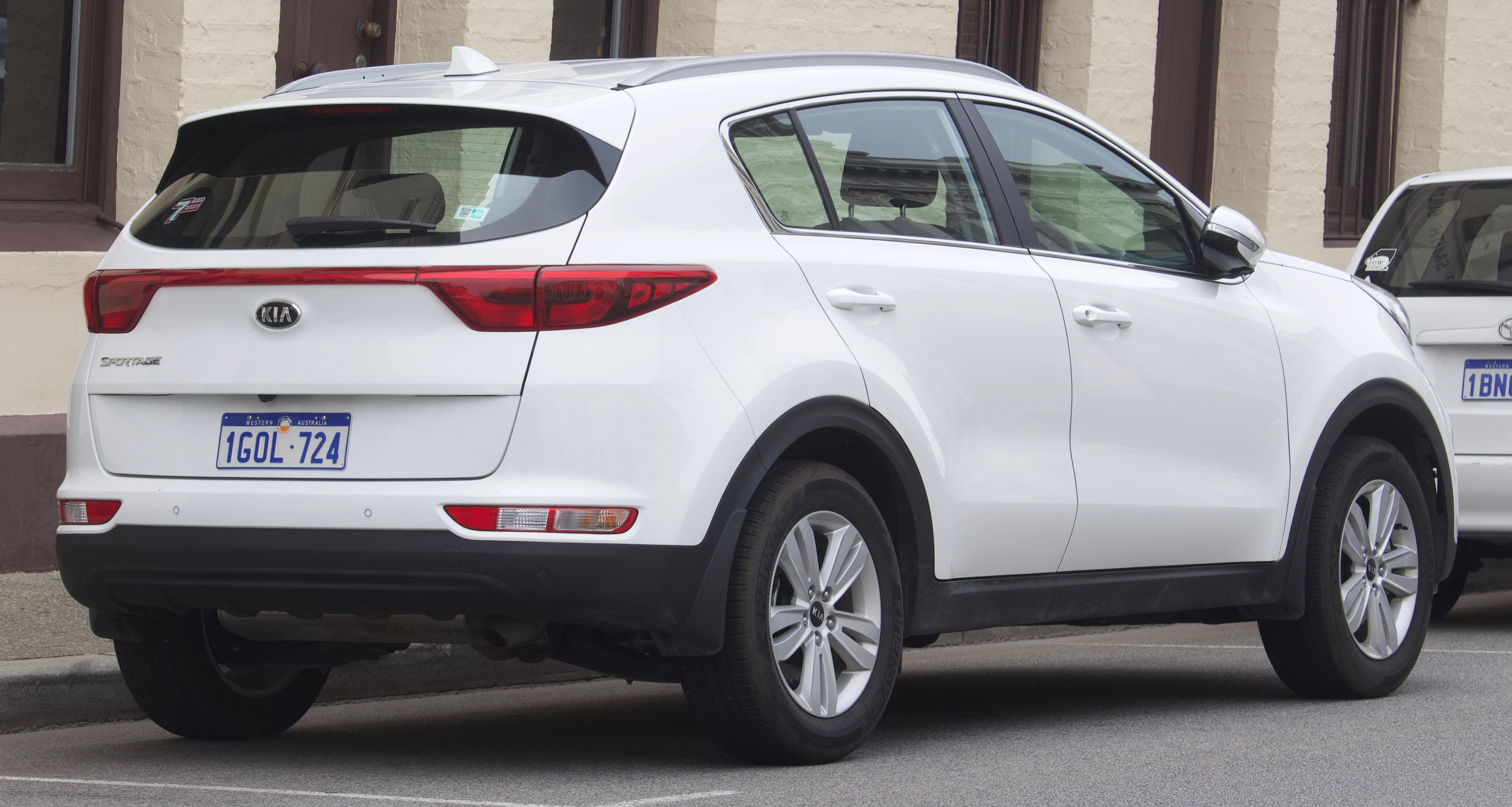
Vista posterior pre-rediseño
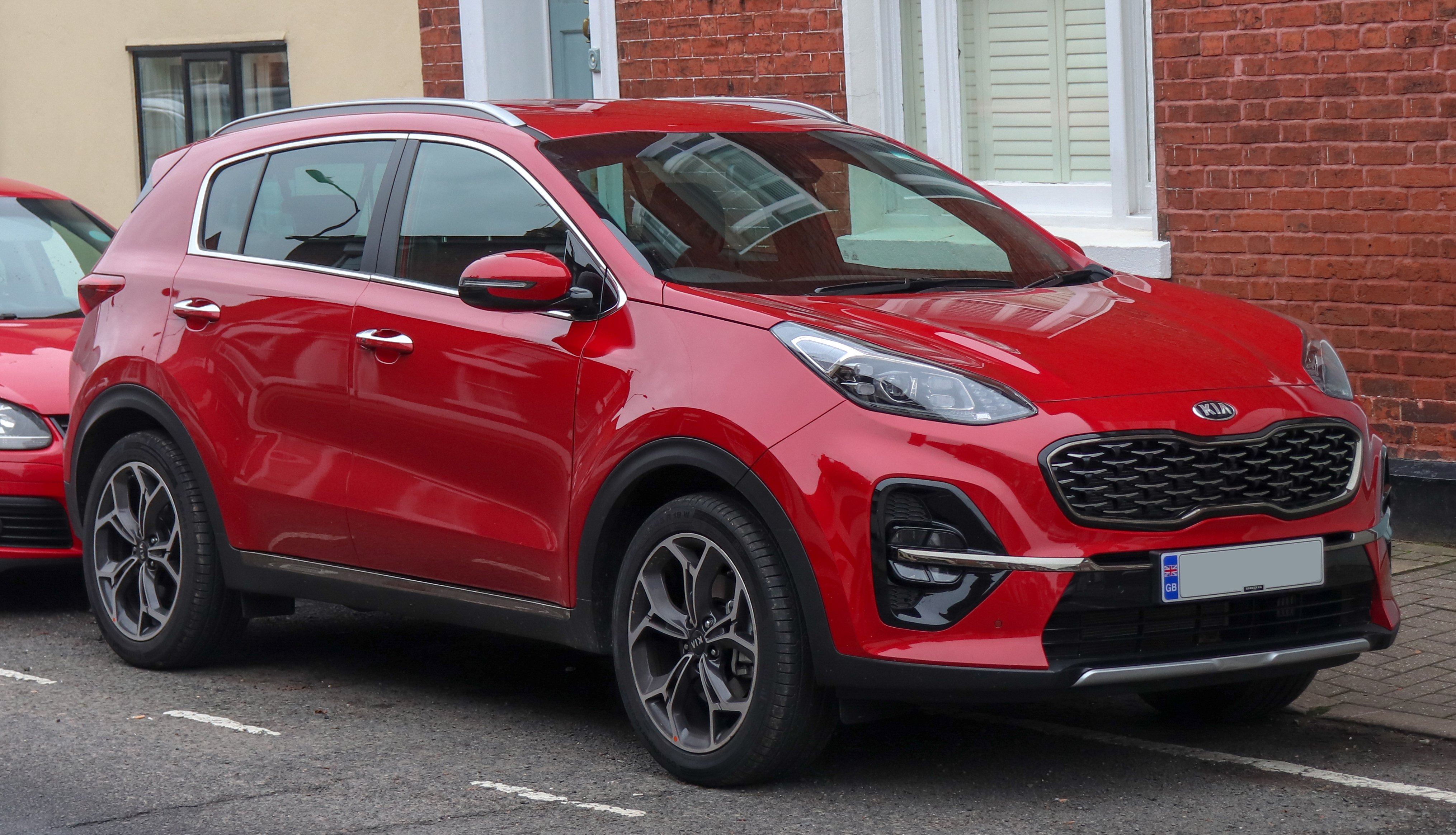
Kia Sportage GT-Line S rediseñado
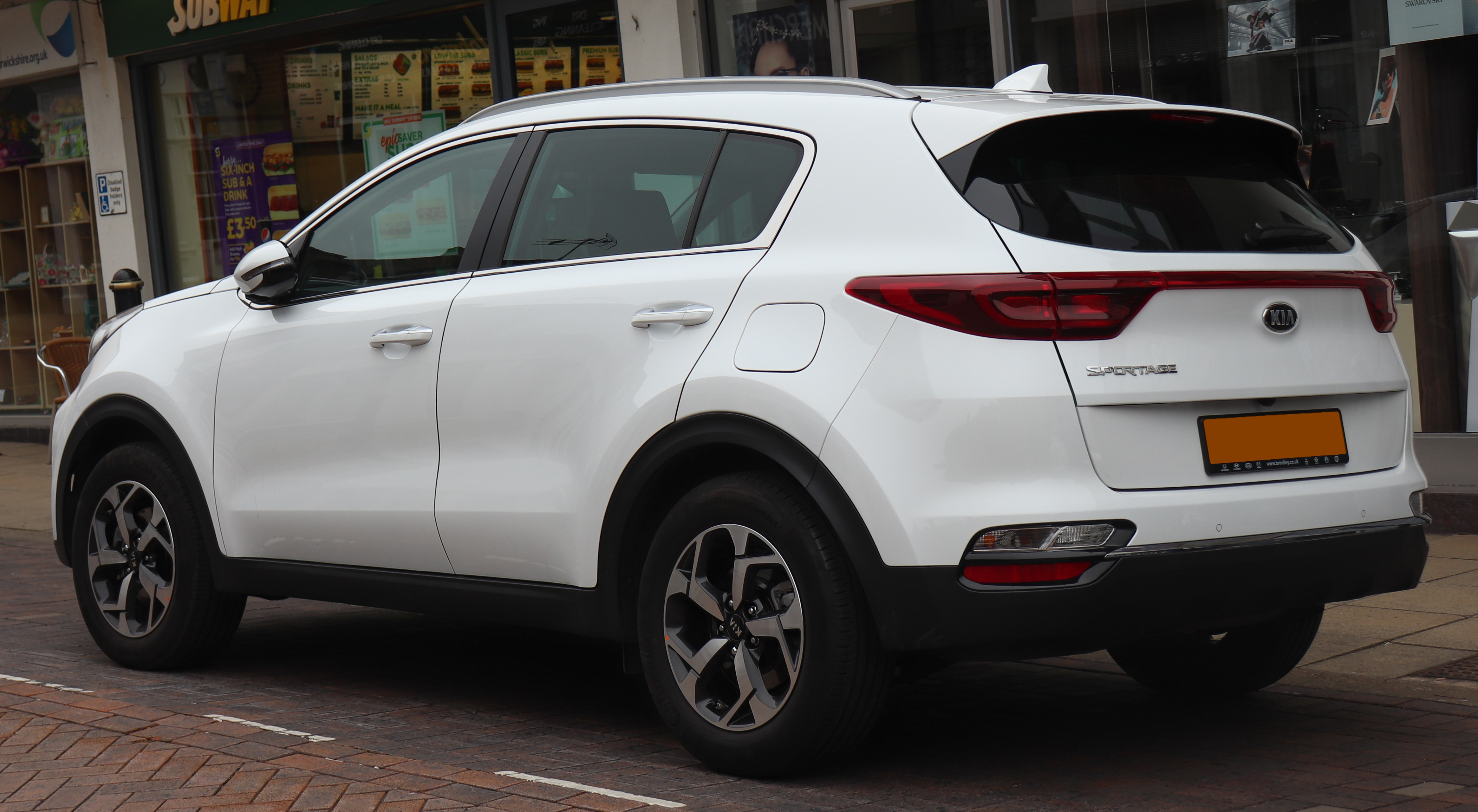
Vista posterior del modelo rediseñado
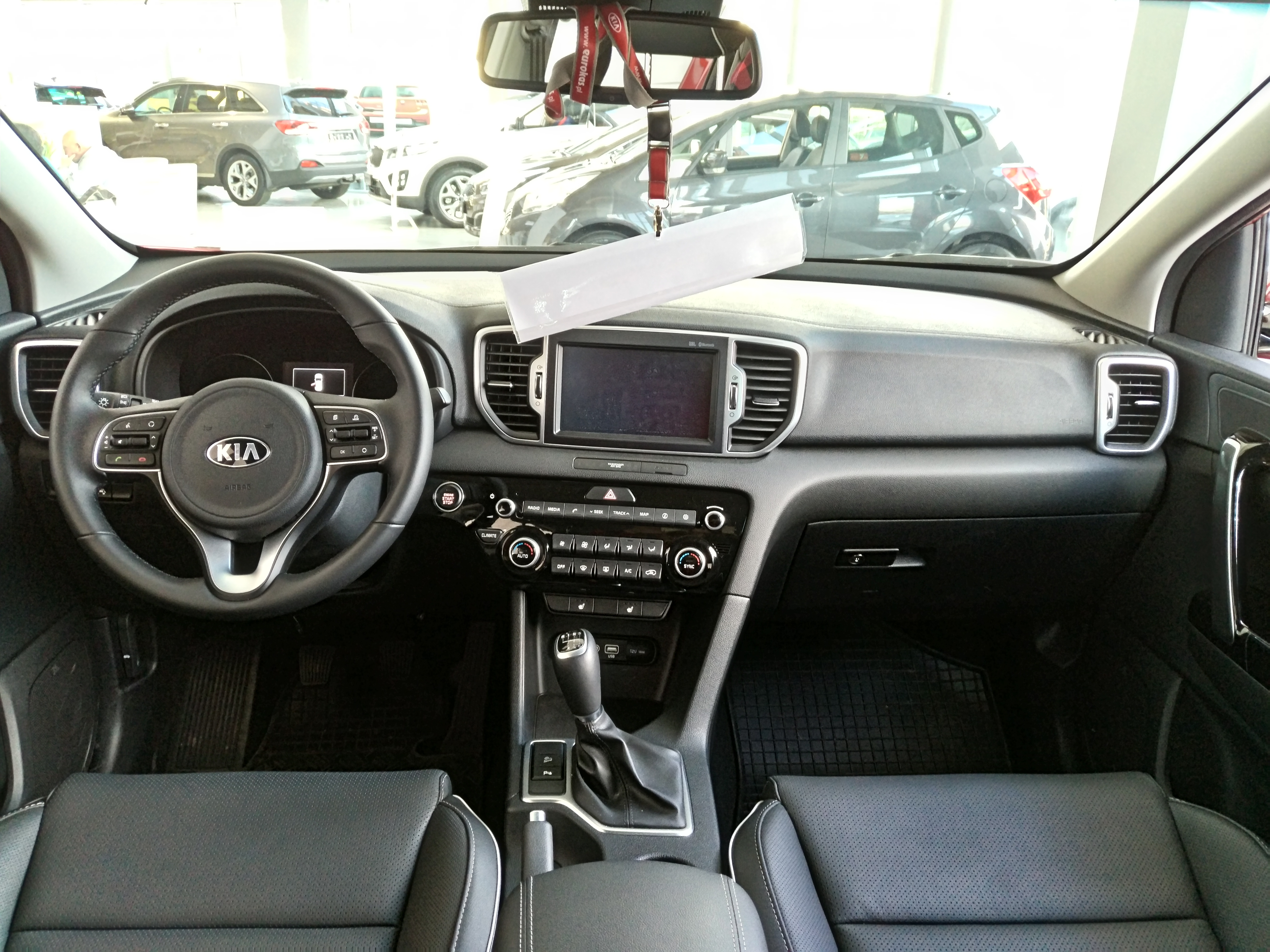
Interior pre-rediseño

### Seguridad

#### Latin NCAP
El Sportage de cuarta generación  fabricado en Corea del Sur en su versión latinoamericana más básica recibió una calificación de 0 estrellas de Latin NCAP en 2021 (similar a Euro NCAP 2014).

#### Euro NCAP
El Sportage de cuarta generación en su versión europea estándar recibió una calificación de 5 estrellas de Euro NCAP en 2015.

#### IIHS
El Sportage 2017 recibió una calificación de "Mejor elección de seguridad" del Insurance Institute for Highway Safety.
| Prueba                                                   | Calificación  |
| Total:                                                   | 5/5 estrellas |
| Frontal pequeño:                                         | Buena         |
| Frontal moderado:                                        | Buena         |
| Lateral:                                                 | Buena         |
| Resistencia del techo:                                   | Buena         |
| Reposacabezas y asientos:                                | Buena         |
| Prevención de choques frontales:                         | Superior      |
| Faros:                                                   | Aceptable     |
| Anclajes de asiento para niños (Latch) facilidad de uso: | Aceptable     |

### Premios
El Sportage ganó el Premio de diseño Red Dot de 2016 al diseño de automóviles.

### Kia KX5 (versión china)
En China, el Sportage de cuarta generación se vendió como Kia KX5, el modelo de tercera generación se vendió junto con el Sportage R, mientras que el nombre Kia Sportage se usó en un modelo separado desarrollado a partir del chasis Hyundai ix35 de segunda generación y también se vendió al mismo tiempo.
El Kia KX5 recibió un lavado de cara en 2019 realizado por  Dongfeng Yueda Kia que se vendería exclusivamente en China.
Disponible a partir de marzo de 2019, la fascia delantera se rediseñó por completo con faros integrados en la parrilla y la parte trasera del KX5 también se rediseñó ligeramente para el mercado chino. A pesar del exterior exclusivamente rediseñado, las ruedas de la versión china son las mismas que las del lavado de cara internacional Kia Sportage.

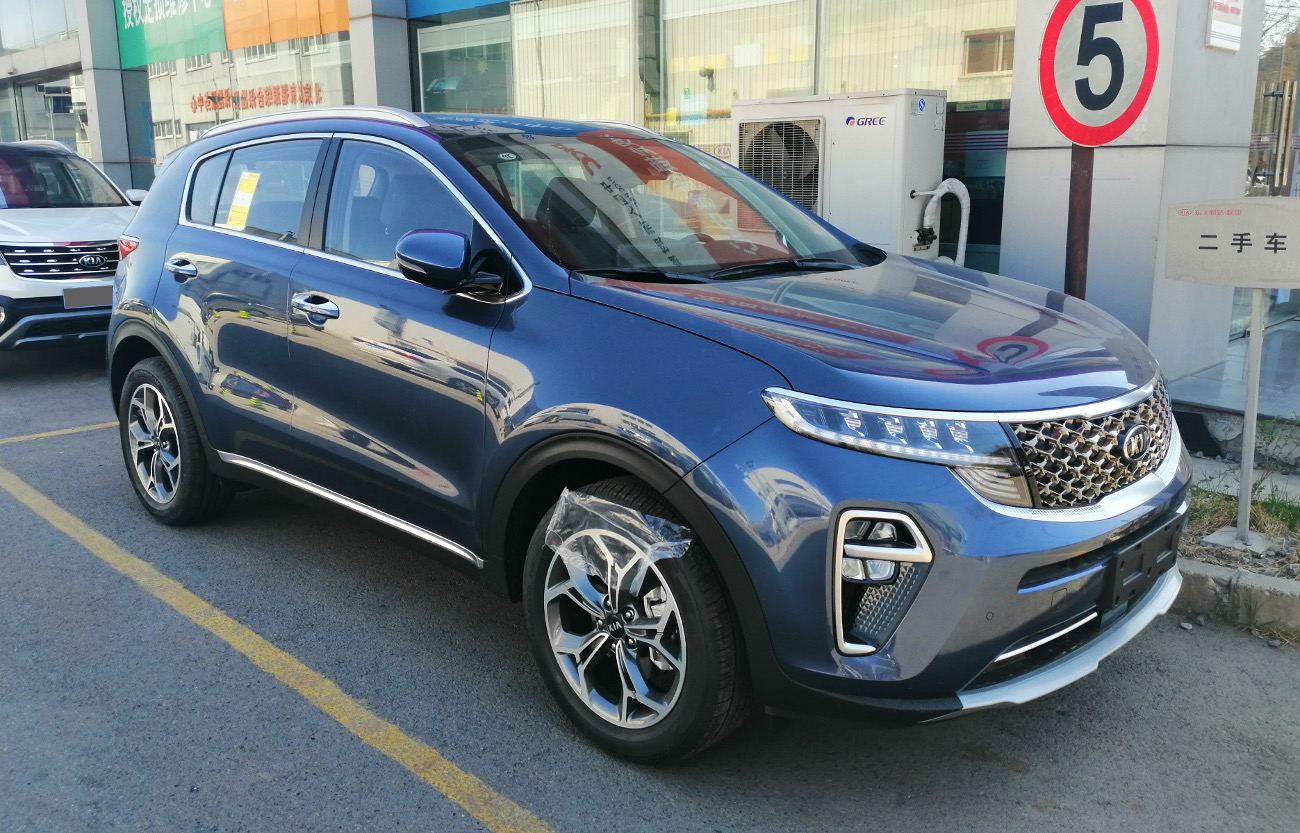
Kia KX5 rediseñado
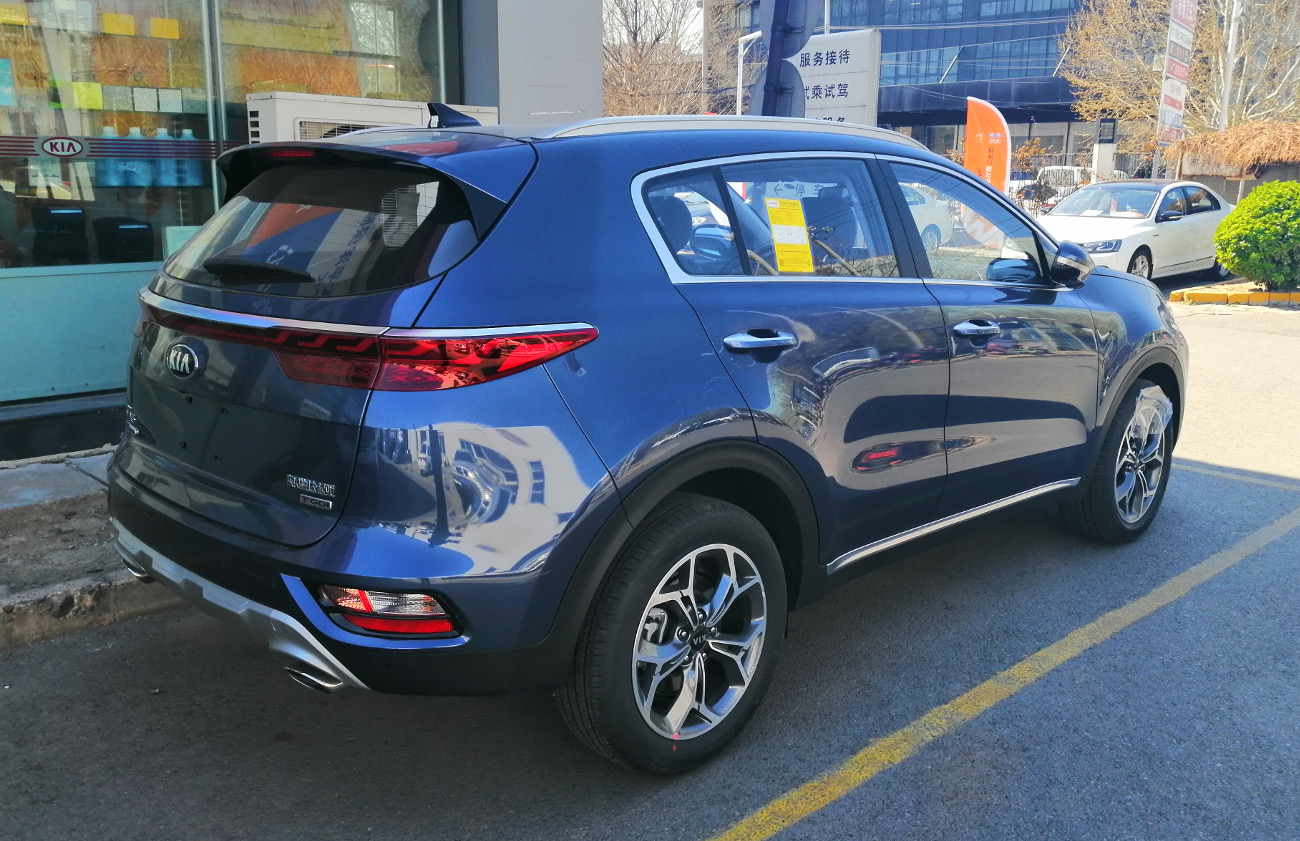
Kia KX5 rediseñado

## Quinta generación (NQ5, 2021-presente)
El Sportage de quinta generación se presentó el 8 de junio de 2021, con sus especificaciones publicadas en julio de 2021. Basado en la última arquitectura de plataforma N3 de la marca, Kia desarrolló dos versiones del Sportage con diferentes longitudes de carrocería y distancia entre ejes según el mercado.
El vehículo se equipó con un modo que ajusta automáticamente varias configuraciones según las condiciones del terreno, incluida la nieve, el barro y la arena. También cuenta con suspensión de control eléctrico (ECS) que proporciona un control continuo de la amortiguación en tiempo real. Los modelos híbridos e híbridos enchufables también contarán con un sistema E-Handling, y estaba equipado con un dial de transmisión de cambio por cable más compacto para el modelo automático. El vehículo recibió nuevos sistemas de seguridad, como frenado de emergencia autónomo (AEB), control de crucero adaptativo con navegación aumentada, asistente de centrado de carril y sistema avanzado de asistencia para evitar colisiones en puntos ciegos. El modelo norteamericano estaba previsto que sería lanzado en 2022 para el modelo del año 2023.

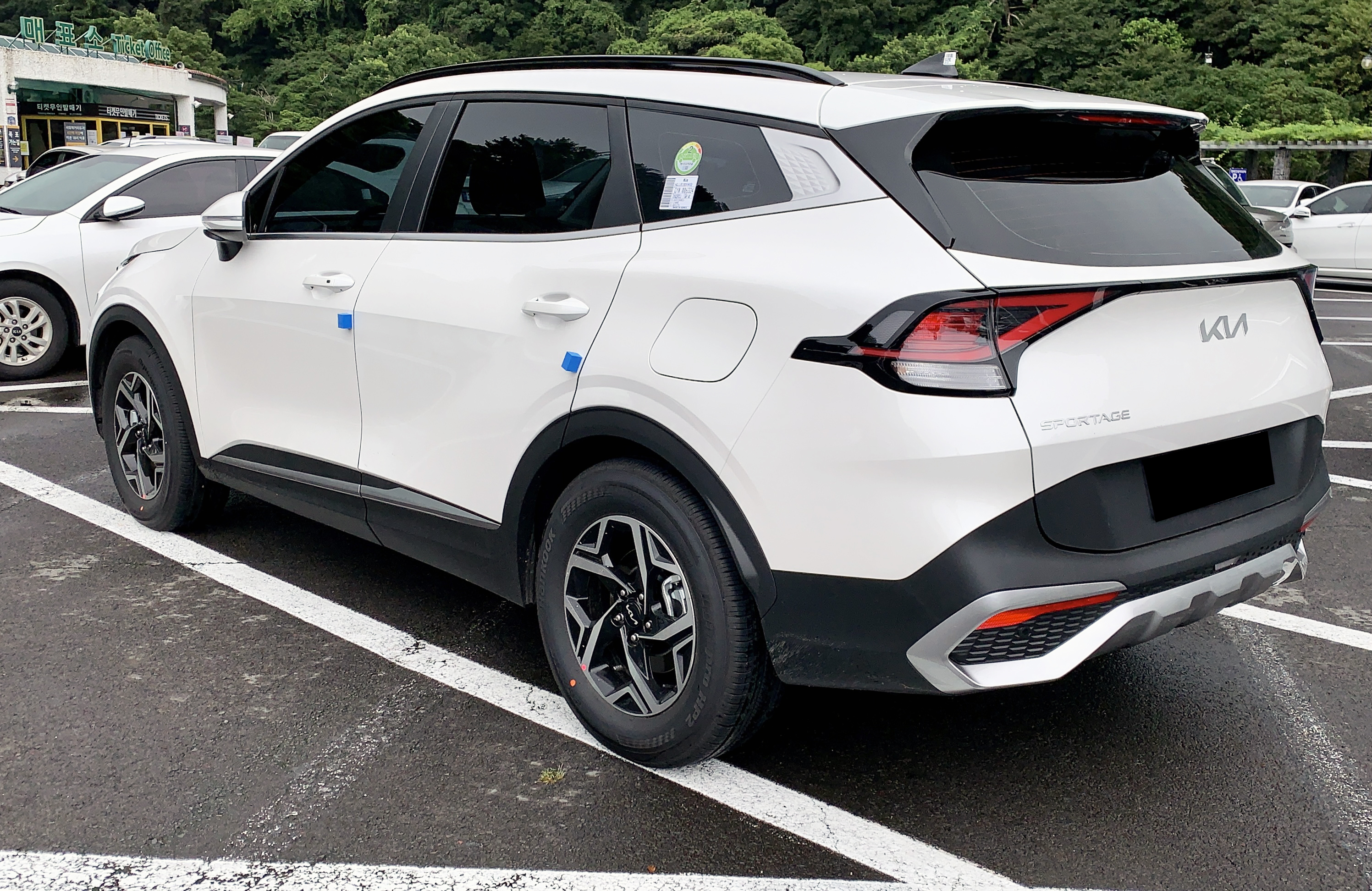
Sportage de 2021 (Corea del Sur)

### Europa
Un Sportage de especificación europea se anunció en septiembre de 2021. Es más corto (135 mm (5,3 plg) menos), y su  distancia entre ejes se redujo en 75 mm (3 plg) en comparación con el modelo estándar. Otras diferencias incluyen la eliminación de una ventana en el panel del cuarto trasero y una línea de cintura delantera modificada.
Para el mercado europeo, Kia ofrecía una amplia gama de versiones que incluían un vehículo híbrido eléctrico enchufable, un híbrido, un híbrido suave y un motor diésel. La versión PHEV cuenta con un motor T-GDi de cuatro cilindros y 1.6 litros y un motor de magnetización permanente de 66.9 kW con una batería de ion de litio de 13,8 kWh. Todo el sistema rendía 261 HP (265 CV; 195 kW). El modelo híbrido con el mismo motor T-GDi y un motor eléctrico de 44,2 kW se combinaba con una batería de 1,49 kWh y rendía 226 HP (229 CV; 169 kW).
El modelo híbrido suave también usaba el motor T-GDI de 1,6 litros, que producía 147 HP (149 CV; 110 kW) o 177 HP (179 CV; 132 kW). El motor diésel de cuatro cilindros y 1,6 litros estaba disponible con una opción de 113 HP (115 CV; 84 kW) o 134 HP (136 CV; 100 kW). Una transmisión de doble embrague de 7 velocidades estaba disponible para la unidad de 1,6 litros, mientras que una transmisión manual de 6 velocidades es estándar para todas las variantes. Todos los modelos europeos estaban equipados con tecnología stop-start.

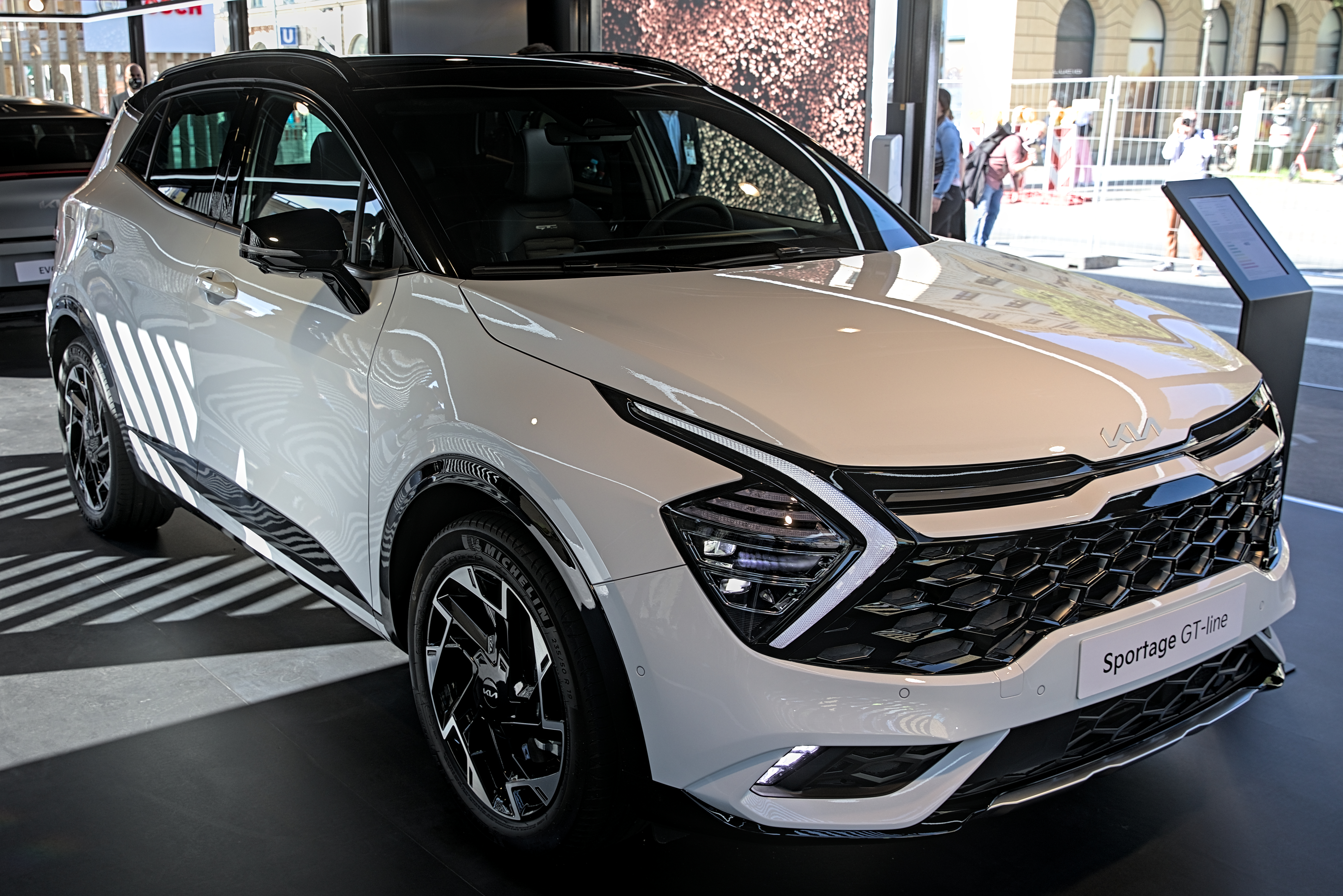
Sportage GT híbrido enchufable de 2021 (Europa)
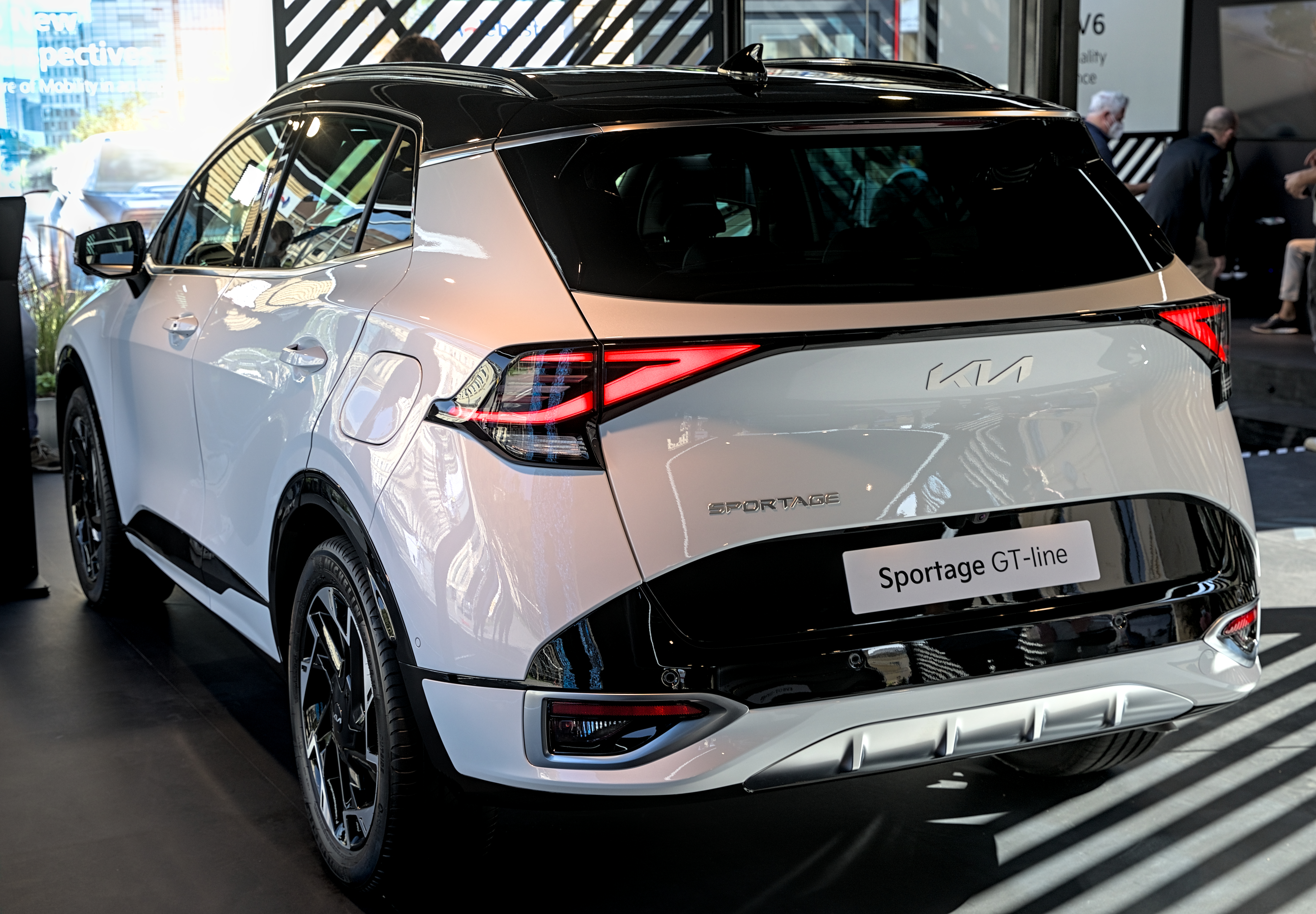
Vista trasera
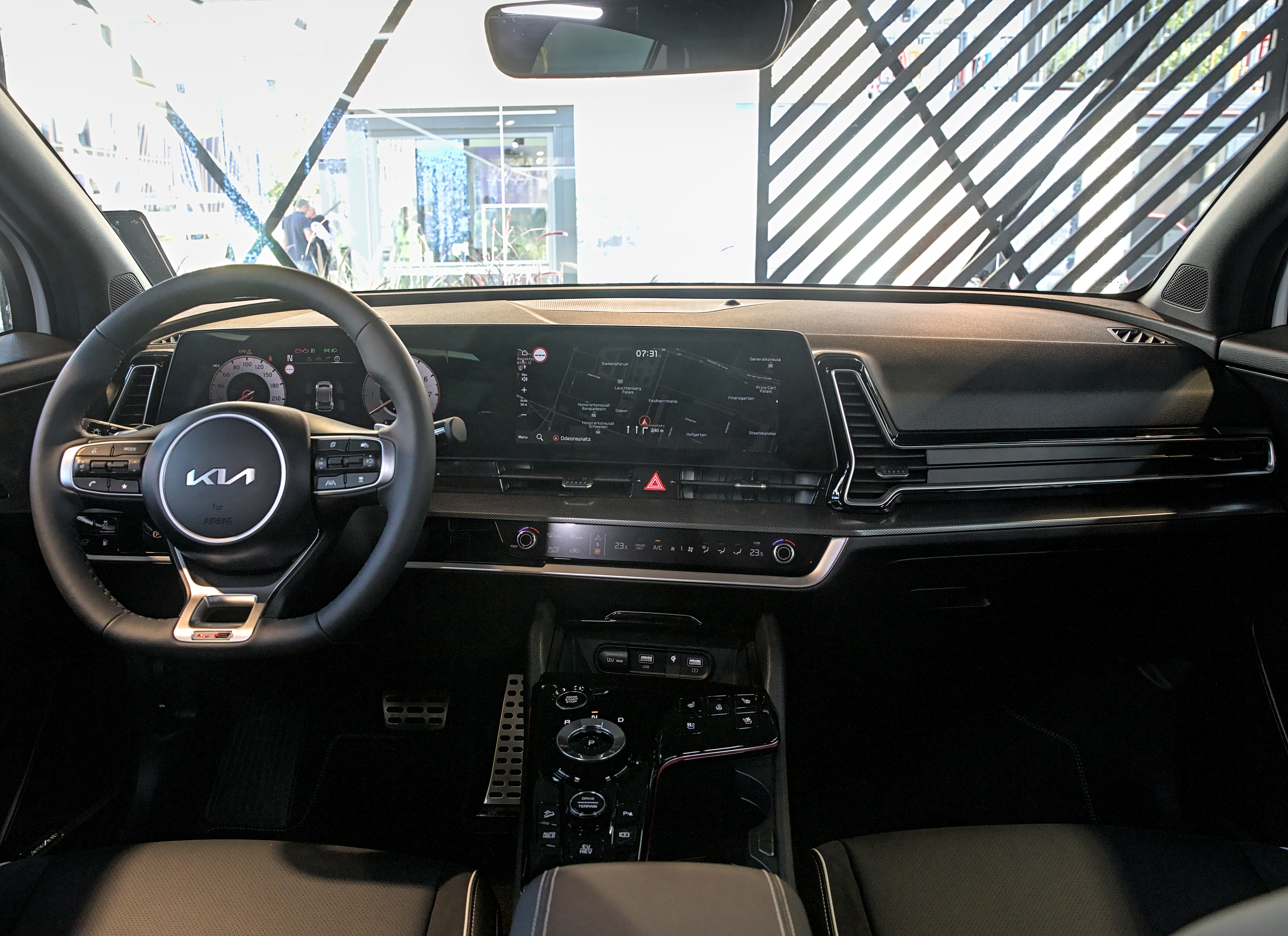
Interior

### América del Norte
El Sportage de quinta generación y larga distancia entre ejes para Estados Unidos y Canadá se reveló en octubre de 2021 como un año modelo 2023. Se produce en West Point, Georgia en lugar de importarse de Corea del Sur.

### Seguridad

#### Latin NCAP
El Sportage de quinta generación fabricado en Eslovaquia o Corea del Sur en su versión latinoamericana más básica recibió una calificación de 3 estrellas de Latin NCAP en 2022 (similar a Euro NCAP 2014).

#### Euro NCAP
El Sportage de quinta generación en su versión europea estándar recibió una calificación de 5 estrellas de Euro NCAP en 2022.

## Ventas
El Sportage fue el modelo más vendido de Kia en todo el mundo en 2016, superando al Rio.
| Año  | Estados Unidos | Corea del Sur | China    | China      | China  | Europa  | Global  |
| Año  | Estados Unidos | Corea del Sur | Sportage | Sportage R | KX5    | Europa  | Global  |
| ---- | -------------- | ------------- | -------- | ---------- | ------ | ------- | ------- |
| 1998 | 28.582         |               |          |            |        | 5.830   |         |
| 1999 | 52.383         |               |          |            |        | 13.133  |         |
| 2000 | 62.350         | 2.506         |          |            |        | 18.320  |         |
| 2001 | 52.369         | 2.922         |          |            |        | 13.508  |         |
| 2002 | 39.436         | 1.399         |          |            |        | 5.820   |         |
| 2003 | 5.616          | 0             |          |            |        | 2.913   |         |
| 2004 | 121            | 27.559        |          |            |        | 1.394   |         |
| 2005 | 29.009         | 57.031        |          |            |        | 38.631  |         |
| 2006 | 37.071         | 35.867        |          |            |        | 32.147  |         |
| 2007 | 49.393         | 32.563        | 5.713    |            |        | 32.076  |         |
| 2008 | 32.754         | 23.974        | 32.500   |            |        | 26.372  |         |
| 2009 | 42.509         | 27.874        | 43.828   |            |        | 22.687  |         |
| 2010 | 23.873         | 44.770        | 67.740   | 11.713     |        | 29.219  |         |
| 2011 | 47.463         | 52.018        | 44.754   | 64.341     |        | 67.623  |         |
| 2012 | 36.357         | 43.993        | 41.182   | 75.969     |        | 83.023  | 359.742 |
| 2013 | 32.965         | 29.168        | 44.952   | 88.285     |        | 90.342  |         |
| 2014 | 42.945         | 47.729        | 40.474   | 96.472     |        | 96.556  |         |
| 2015 | 53.739         | 52.748        | 29.461   | 81.522     |        | 104.984 | 399.969 |
| 2016 | 81.066         | 49.877        | 9.302    | 78.176     | 62.254 | 138.218 | 515.067 |
| 2017 | 72.824         | 42.232        |          | 32.514     | 20.641 | 129.595 |         |
| 2018 | 82.823         | 37.373        | 13.873   | 75.180     | 5.951  | 121.197 | 501.367 |
| 2019 | 89.278         | 28.271        |          | 85.708     | 8.703  | 110.514 |         |
| 2020 | 84.343         | 18.425        |          | 68.750     | 11.285 | 69.016  | 366.929 |